# Pelkān-e ‘Olyā
Pelkān-e ‘Olyā (persiska: پلكان عليا, Pellehkān-e Bālā, Āb Sardeh-ye Soflá, Palkān-e ‘Olyā, Palkān-e ‘Alā’īn) är en ort i Iran.   Den ligger i provinsen Lorestan, i den västra delen av landet, 300 km sydväst om huvudstaden Teheran. Pelkān-e ‘Olyā ligger 1 773 meter över havet och antalet invånare är 155.
Terrängen runt Pelkān-e ‘Olyā är kuperad åt sydväst, men åt nordost är den bergig. Pelkān-e ‘Olyā ligger nere i en dal. Runt Pelkān-e ‘Olyā är det ganska tätbefolkat, med 72 invånare per kvadratkilometer. Närmaste större samhälle är Borujerd, 17,1 km nordost om Pelkān-e ‘Olyā. Trakten runt Pelkān-e ‘Olyā består i huvudsak av gräsmarker.